# 구사카베 김베이
구사카베 김베이(日下部 金兵衛, 1841년 11월 24일 ~ 1934년 4월 19일)는 일본의 사진 작가이다. 외국인 고객들이 많았기 때문에 성인 ‘구사카베’보다 발음하기 더 쉬운 이름 ‘김베이’를 이용할 때가 많았다. 가이국(야마나시현) 출신이다.

## 생애
가이국의 고후 쵸(현재의 야마나시현 고후시)에서 태어났다. 1863년 무렵부터 요코하마의 펠리스 베아토의 스튜디오에서 사진의 착색 엔지니어로 일하기 시작했다. 1867년에는 베아토의 제자로 상하이에 촬영 출사를 나갔다. 베아토가 사진계에서 은퇴하면서 베아토의 제자이기도 한 라이문트 폰 슈틸프리트에서 밑에서 일했다.
1881년 무렵에 독립하여 요코하마의 벤텐도리에서 사진 스튜디오 ‘킴페이 사진’(金幣写真)을 열고, 곧 히노데마치에도 지점을 냈다. 독립 직후 ‘사진상’(写真商)이라고 칭하고 있었지만, 몇 년 후에는 ‘사진가’(写真家)로 개명했다. 본점은 1890년 무렵 미혼마치 1쵸메 7번지로 이동했다. 또한 시바나 긴자에도 지점을 개설했다. 1885년 무렵, 베아토와 슈틸프리트와 우치다 구이치가 촬영한 네거티브를 인수했다. 그들의 사진 중 외국인 선물용 사진은 ‘요코하마 사진’이라고 불리며, 킴베이 자신도 세미 누드 사진을 팔고, 안에는 얼굴을 콜라주하기도 했다. 또한, 나가사키의 우에노 히코마의 원판도 어느 정도 계승하고 있다. 1904년에 개최된 세인트루이스 만국박람회에 작품을 출품했다. 1906년에는 본점이 화재로 소실되었지만, 직후에 재건되었다.
그의 앨범의 대부분은 아코디언 방식으로 작성되었으며, 나전 세공과 금을 표지에 입힌 화려한 것으로, 현재는 ‘킴페이 앨범’ 등으로도 불린다.
1912년에 사진의 세계에서 은퇴하고, 킴페이 사진관도 2년 후에 영업을 중단했다. 만년에는 일본화를 그리며 여생을 보냈고, 1932년 4월 19일, 92세에 고베 시내에 있는 손자의 집에서 사망했다. 이후 시신은 요코하마 시에 있는 구보산 묘지에 묻혔다.

## 참고 문헌
- 中村啓信 (2006년 7월). 《日下部金兵衛 : 明治時代カラー写真の巨人》. 国書刊行会. ISBN 4336047723.
- Bennett, Terry. Early Japanese Images (Rutland, Vermont: Charles E. Tuttle Company, 1996), 50.
- Canadian Centre for Architecture; Collections Online, s.v. "Kusakabe, Kimbei". Accessed 3 April 2006.
- Musée Nicéphore Niépce; Collection du musée Niépce. Thé/Laque/Photographie. Accessed 3 April 2006.
- Nagasaki University Library; Japanese Old Photographs in Bakumatsu-Meiji Period: "Kusakabe, Kinbei". Accessed 30 May 2008.
- Turner, Jane, ed. The Dictionary of Art, vol. 18 (New York: Grove's Dictionaries, 1996), 534.
- Union List of Artist Names, s.v. "Kimbei, Kusakabe". Accessed 3 April 2006.
- 藤原秀之「明治期彩色写真帖」, 와세다 대학 도서관
- 斎藤多喜夫著「幕末明治横浜写真館物語」吉川弘文館（2004年）。ISBN: 978-4642055758
- 横浜開港資料館編「彩色アルバム 明治の日本―「横浜写真」の世界」有隣堂（2003年）。ISBN: 978-4896601763

## 갤러리

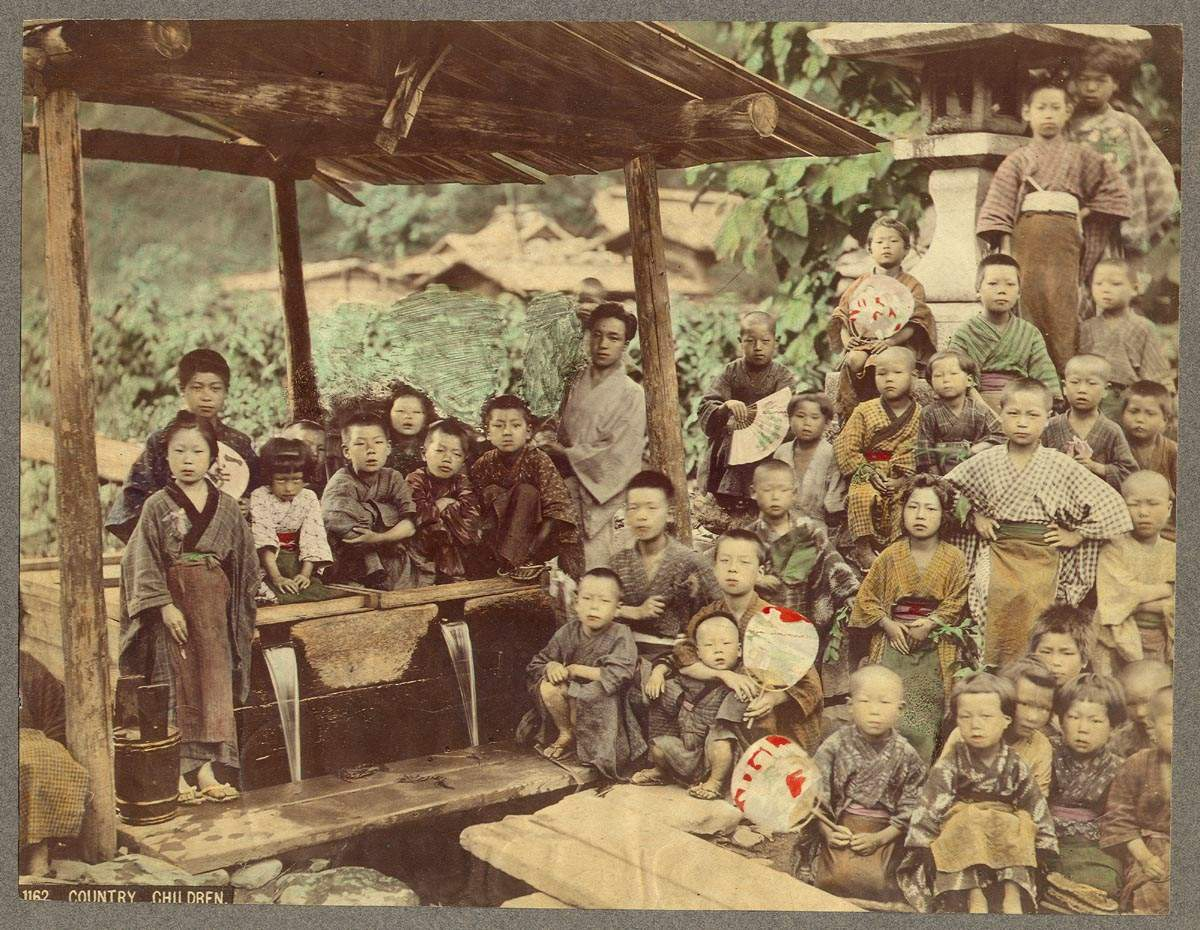
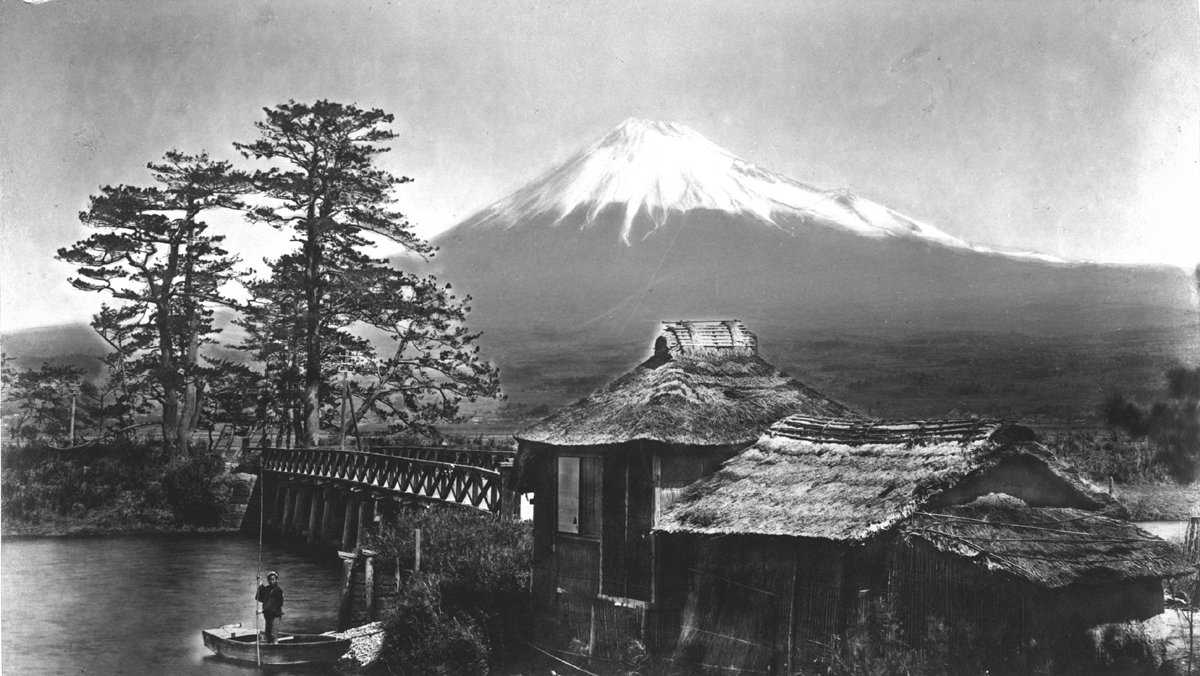
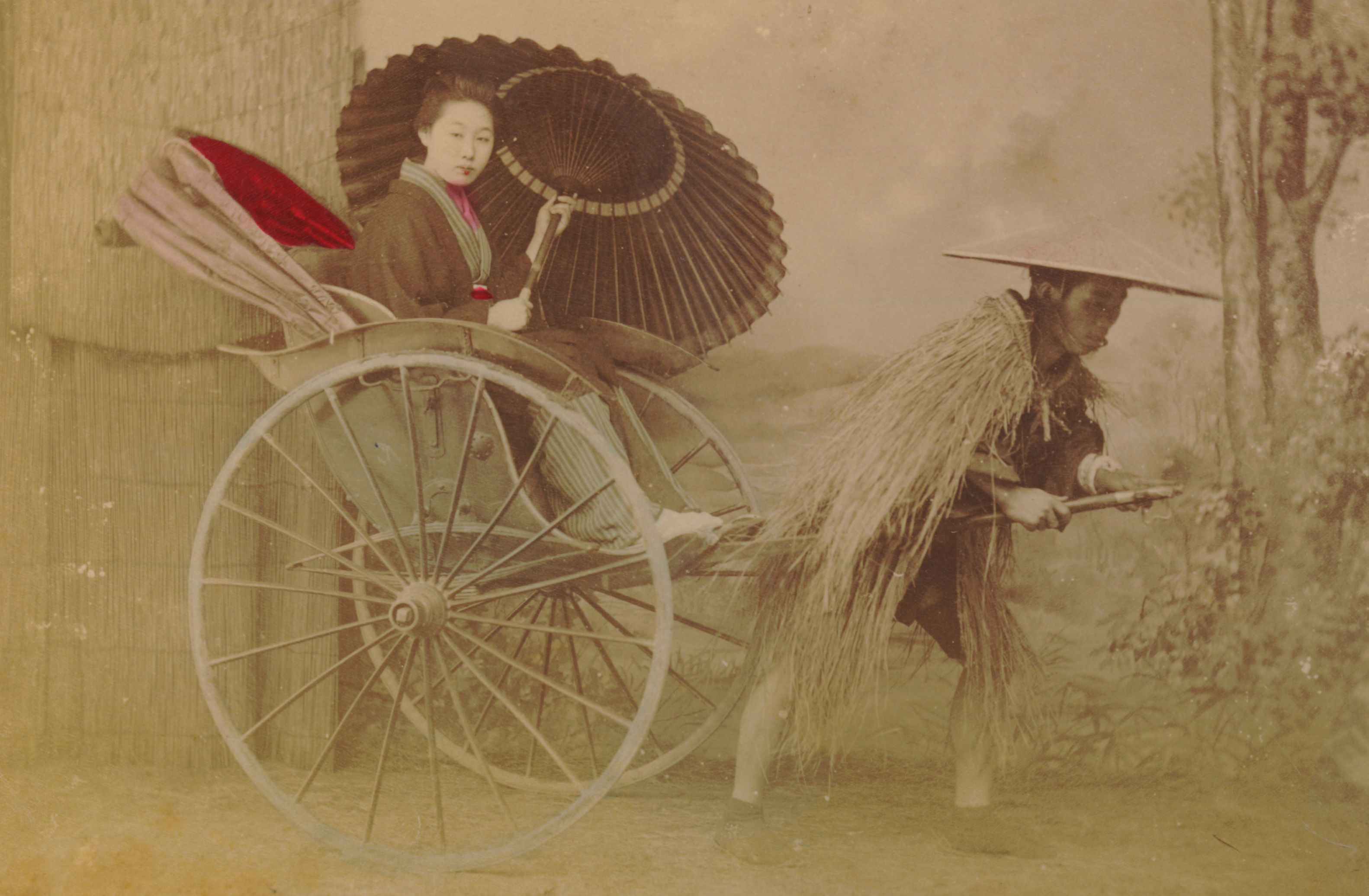
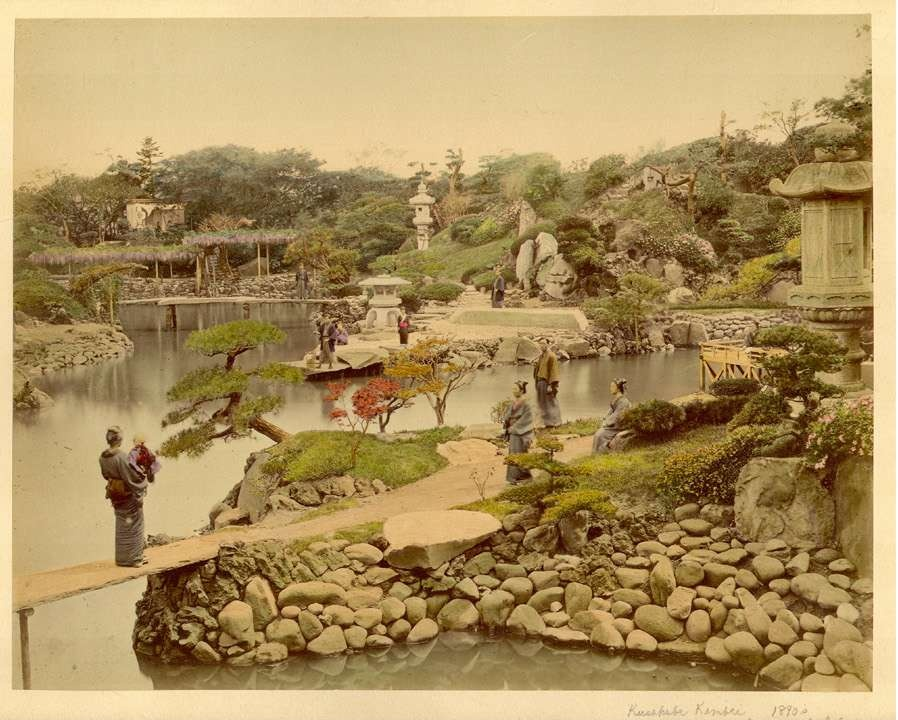